# تری‌سسکالین
تری‌سسکالین (به انگلیسی: Trisescaline) با فرمول شیمیایی C14H23NO3 یک داروی توهم زای کمتر شناخته شده‌است. جرم مولی آن ۲۵۳٫۳۳۷ g/mol می‌باشد. این دارو آنالوگ مسکالین است.